# کومسیلگا
کومسیلگا شهری در شهرستان زیمتنگا در استان بام در بورکینافاسوی شمالی است و جمعیت آن ۸۲۰ نفر است.